# Artiora fuscaria
Artiora fuscaria là một loài bướm đêm trong họ Geometridae.